# Verrières (Charente)
Verrières ist eine südwestfranzösische Gemeinde mit 321 Einwohnern (Stand 1. Januar 2022) im Département Charente in der Region Nouvelle-Aquitaine.

## Lage
Verrières liegt auf etwa 62 Metern Höhe ü. d. M. Etwa 17 Kilometer (Fahrtstrecke) in nordwestlicher Richtung trennen den Ort von der Stadt Cognac; Segonzac, der Hauptort des Kantons liegt nur etwa 7,5 Kilometer nordöstlich. Der sehenswerte Nachbarort Gensac-la-Pallue liegt etwa 11,5 Kilometer nördlich.

## Bevölkerungsentwicklung
| Jahr      | 1968 | 1975 | 1982 | 1990 | 1999 | 2006 | 2016 |
| Einwohner | 537  | 474  | 409  | 406  | 401  | 374  | 349  |

Bei der ersten Volkszählung in Frankreich im Jahre 1793 hatte der Ort 698 Einwohner; im 19. Jahrhundert waren es bis zum Beginn der Reblauskrise (ca. 1865–1885), die in nahezu allen Weinbauregionen Frankreichs einen deutlichen Rückgang der Bevölkerung zur Folge hatte, lange Jahre deutlich über 800.

## Wirtschaft
Die Landwirtschaft und vor allem der Weinbau spielten in den Dörfern der Charente immer schon eine wichtige Rolle. Während Getreide und Ölsaaten (Sonnenblumen) vorwiegend für den eigenen Bedarf angebaut wurden, konnte man mit dem Wein- (später auch Branntwein-) Export nach England, Schottland und andere Länder Nordeuropas gutes Geld verdienen, wobei sich allerdings die Weinbauern mit dem geringeren Teil des Verdienstes begnügen mussten. Heute gehört das Südufer der Charente bei Verrières zu den Lagen Grande Champagne und Petite Champagne innerhalb des großen Anbaugebiets der Cognac-Weine.

## Geschichte

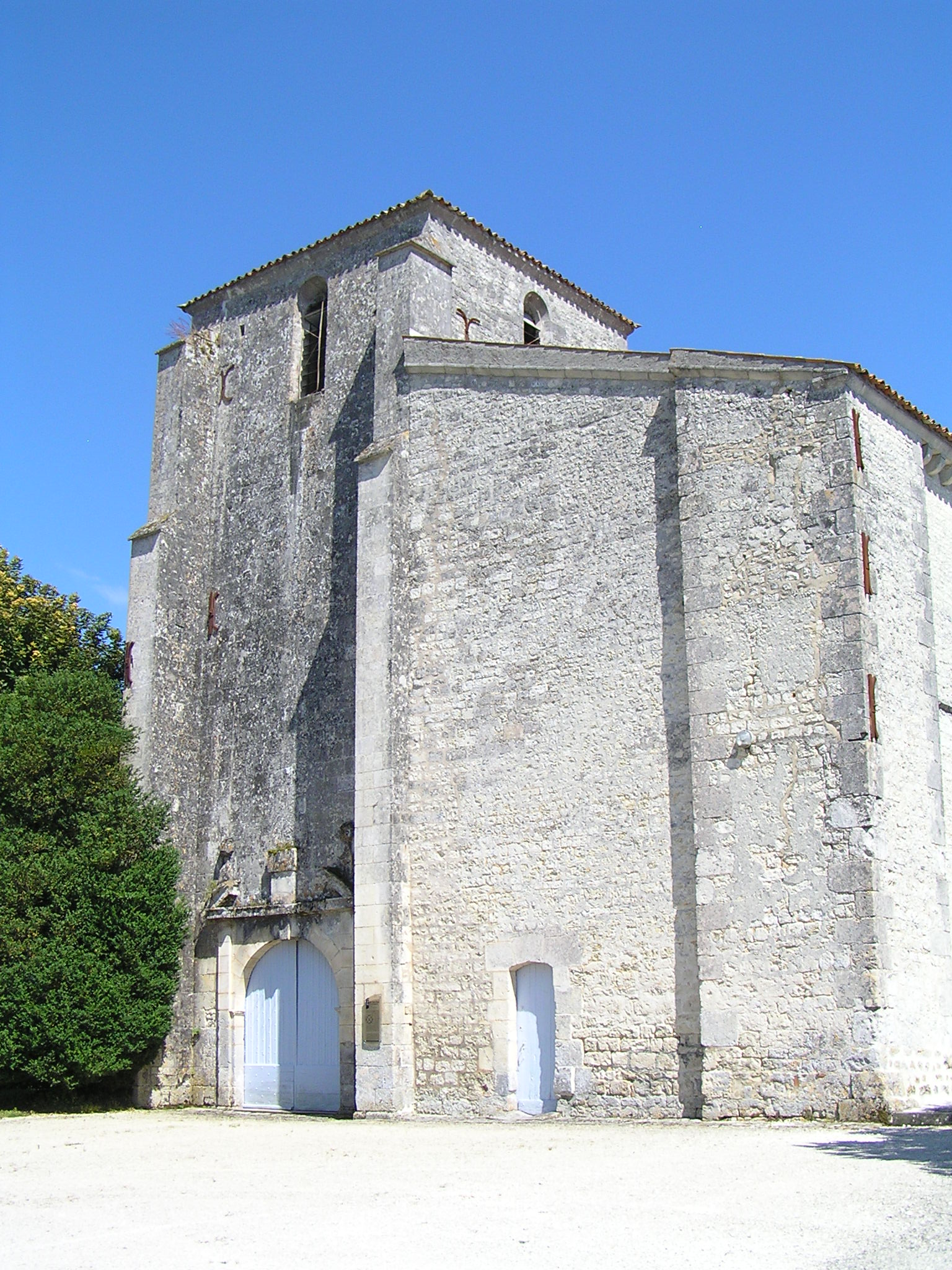
Verrières – Kirche Saint-Palais

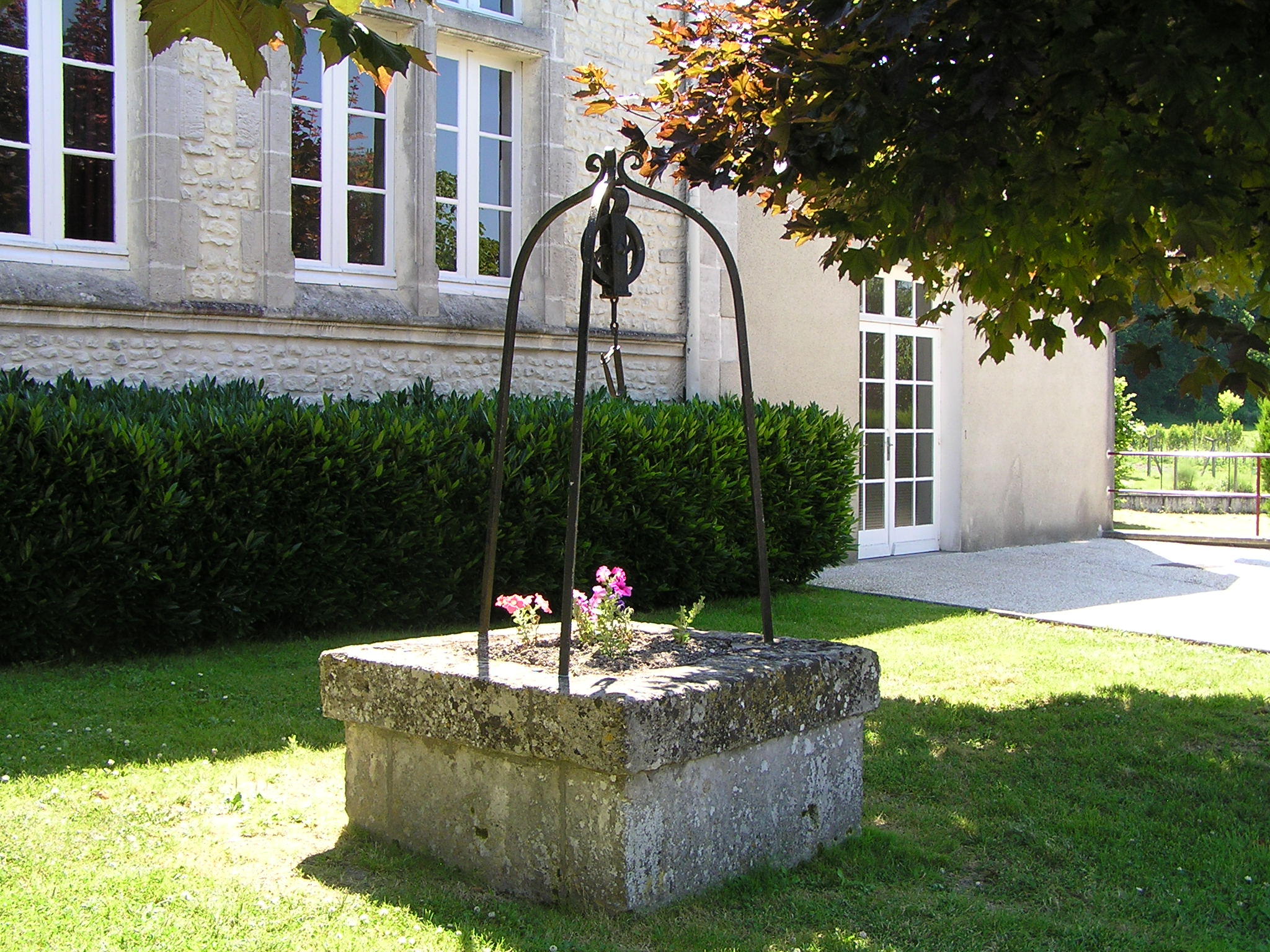
Verrières – Dorfbrunnen

Prähistorische und römische Spuren wurden auf dem Gebiet der heutigen Gemeinde entdeckt. Vielleicht schon in gallorömischer Zeit, bestimmt aber im Mittelalter war der Ort besiedelt, wie es die im 12. Jahrhundert erbaute Kirche Saint-Palais beweist.

## Sehenswürdigkeiten
- Die Kirche Saint-Palais wirkt auf den ersten Blick ziemlich unförmig; dennoch ist der Bau seit dem Jahr 1986 als Monument historique[1][2] klassifiziert. Der romanische Kirchenbau mit einer – im Süden Frankreichs eher selten anzutreffenden – Krypta aus dem 12. Jahrhundert erhielt im 14. Jahrhundert einen gotischen Chor, der im Äußeren durch ein freistehendes Giebeldreieck von der Apsis abgegrenzt ist; in den Hugenottenkriegen (1562–1598) wurde die Kirche in Teilen zerstört und erst im 17. Jahrhundert wiederaufgebaut. Aus dieser Zeit stammt das barocke Westportal mit einem gesprengten Giebel: Der Westturm ist als schmuck- und fensterloser Wehrturm konzipiert; das Glockengeschoss hat vier Schallöffnungen. Mehrere Ausstattungsgegenstände stehen ebenfalls unter Denkmalschutz.[3]
- Auf dem ehemaligen Friedhof auf der Südseite der Kirche steht ein recht einfaches Hosianna-Kreuz. Es hat ein rundes, mehrfach abgetrepptes Postament, einen quadratischen angeschrägten Sockel und einen achteckigen Schaft mit einem griechischen Kreuz als Aufsatz. Das Kreuz ist seit dem Jahr 1986 als Monument historique[4] anerkannt.
- Ein heute blumenbepflanzter Dorfbrunnen erinnert an die Zeit, in der viele Orte Frankreichs noch keine Leitungswasserversorgung hatten; diese wurde in weiten Teilen Südfrankreichs erst zu Beginn des 20. Jahrhunderts installiert, aber selbst danach gingen viele Dorfbewohner aus Gewohnheit, aus Kostengründen oder aus Misstrauen weiterhin zum Dorfbrunnen.
- In der Umgebung des Ortes stehen mehrere Bauernhöfe (fermes), Mühlen etc. aus dem 18. und 19. Jahrhundert, die ebenfalls von historischer Bedeutung sind.[5]